# Katsuyama
Katsuyama (勝山市 -shi) é uma cidade japonesa localizada na província de Fukui.
Em 2003 a cidade tinha uma população estimada em 27 587 habitantes e uma densidade populacional de 108,75 h/km². Tem uma área total de 253,68 km².
Recebeu o estatuto de cidade a 1 de setembro de 1954.

## Cidade-irmã
- Aspen, EUA